# Dung nạp miễn dịch
Dung nạp miễn dịch, khoan dung miễn dịch là trạng thái không phản hồi (unresponsiveness) của hệ miễn dịch đối với các chất hoặc mô có khả năng gợi ra đáp ứng miễn dịch (immune response) trong sinh vật (organism) đã cho. Nó được gây ra do sự phơi nhiễm trước (prior exposure) với kháng nguyên (antigen) cụ thể đó và tương phản với việc loại bỏ các kháng nguyên bên ngoài thông qua trung gian miễn dịch thông thường. Sự dung nạp được phân loại thành dung nạp trung tâm (central tolerance) hoặc dung nạp ngoại vi (peripheral tolerance) tùy thuộc vào nơi tình trạng (state) ban đầu được gây ra ở tuyến ức (thymus) và tủy xương (bone marrow) (vùng trung tâm) hoặc ở các mô và hạch bạch huyết (lymph nodes) khác (vùng ngoại biên). Các cơ chế mà theo đó các hình thức khoan dung được thiết lập là khác biệt, nhưng hiệu quả kết quả là tương tự.
Dung nạp miễn dịch là quan trọng đối với sinh lý bình thường. Dung nạp trung tâm là cách chính hệ miễn dịch học cách phân biệt (discriminate) chính nó, hay cái thuộc về nó (self), với chất lạ, hay cái không thuộc về nó, (non self). Dung nạp ngoại vi là chìa khóa để ngăn ngừa phản ứng quá mức (over-reactivity) của hệ thống miễn dịch đối với các thực thể môi trường khác nhau (chất gây dị ứng (allergen), hệ vi khuẩn đường ruột (gut microbes), v..v..). Thâm hụt trong dung nạp trung tâm hoặc ngoại vi cũng gây ra bệnh tự miễn dịch, dẫn đến hội chứng như lupus ban đỏ hệ thống, viêm khớp dạng thấp, bệnh tiểu đường loại 1, hội chứng đa tuyến nội tiết tự miễn loại 1 (polyendocrine, APS-1), và hội chứng IPEX (immunodysregulation polyendocrinopathy enteropathy X-linked - IPEX), và có khả năng đóng góp vào bệnh hen suyễn (asthma), dị ứng (allergy), và bệnh viêm ruột (IDB). Và dung nạp miễn dịch trong thai kỳ là điều cho phép một động vật mẹ mang thai một con (offspring) khác biệt về mặt di truyền với một đáp ứng miễn dịch đồng loại (alloimmune) bị tắt (muted) đủ để ngăn ngừa sẩy thai (miscarriage).
Tuy nhiên dung nạp cũng có những sự cân bằng (tradeoffs) tiêu cực hay mặt hạn chế của nó. Nó cho phép một số vi khuẩn gây bệnh (pathogenic microbes) lây nhiễm thành công cho vật chủ và tránh thải trừ. Ngoài ra, gây ra dung nạp miễn dịch trong môi trường vi mô cục bộ là một chiến lược sống còn phổ biến đối với một số khối u ngăn chặn sự loại bỏ của chúng bởi hệ miễn dịch chủ.